# Gremi de Sant Lluc
|  | No s'ha de confondre amb Accademia di San Luca. |

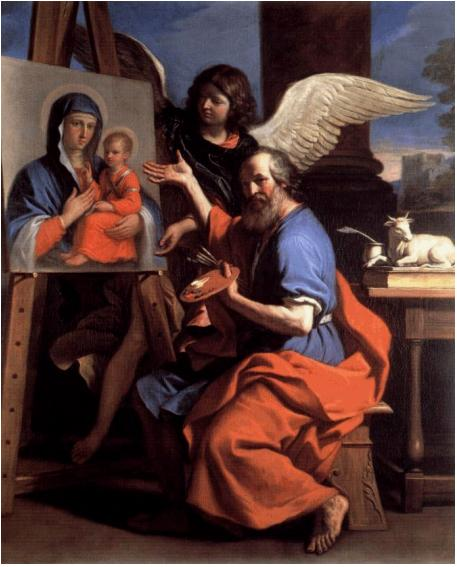
Guercino: Pintura de Sant Lluc l'evangelista

Els gremis de Sant Lluc (també anomenats guildes, corporacions, confraries o companyies de Saint-Luc) eren les organitzacions estrictament reglamentades de tipus corporatiu de pintors, d'escultors i d'impressors, actives des del segle xiv a Itàlia (Florència) (coneguts com a "Campagnia de pittori"); als Països baixos (coneguts com a Sint-Lucasgilde): (Bruges, Anvers, Utrecht, Delft o Brussel·les); els països renans i França. Van prendre aquest nom en referència a Sant Lluc l'evangelista, el sant patró dels pintors. A certes ciutats, com a Anvers, un gran nombre d'oficis artístics eren representats pel gremi, mentre que en altres indrets (Brussel·les) reunien de manera única als pintors. Els altres oficis artístics es trobaven al si d'altres confraries, sota la protecció d'altres sants patrons.
Albrecht Dürer descriu en el seu diari de viatge el festí organitzat en el seu honor pel Gremi de Sant-Lluc d'Anvers:
| « | Quan em van portar a sopar, la multitud de convidats es descobriren, com per a un gran senyor ... I, mentre asseia al lloc d'honor, va entrar amb dos criats el representant del consell de la ciutat que em va donar quatre gerres de vi ... I llavors va arribar el mestre Pere, el fuster del poble, que em va donar dues gerres de vi i els seus més cortessos compliments... I a la nit, vaig anar escortat solemnement a la llum de les torxes | » |
| — Text d'Erwin Panofsky a La vida i l'art d'Albrecht Dürer, Hazan, París, 2004, ISBN 2-85025-916-0, p.318 | |   |

Els gremis econòmics coneixien un desenvolupament important als Països Baixos des de l'edat mitjana, però els Gremis de Sant Lluc de vocació artística es varen desenvolupar més tardanament, al començament del segle xiv. Sota l'impuls del comerç amb els nous descobriments d'Amèrica, les ciutats flamenques esdevenen importants llocs comercials. Anvers avantatge Bruges i Brussel·les i s'enriqueix ràpidament gràcies al comerç de les espècies (s'obrí una oficina comercial portuguesa el 1515) i el mercat d'objectes d'art i de luxe. Importants famílies de comerciants i banquers, com ara, els Fugger i els Mèdici, hi obren despatxos i són importants mecenes per als artistes locals.

## Organització

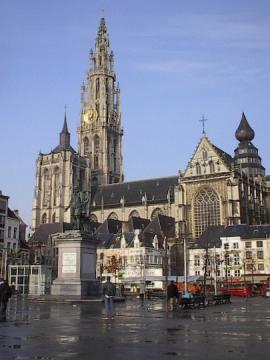
El Gremi de Sant Lluc ocupava al costat de la Catedral d'Anvers un lloc permanent d'exposició d'obres

Per ser admès en un gremi, calia estar en possessió dels seus drets de ciutadà i tenir una propietat a la ciutat. Els candidats al títol de mestre, condició indispensable per a accedir a llocs importants al si del gremi i als encàrrecs més lucratius, havien d'estar casats, a més a més. En el moment de la seva admissió, l'artista rebia generalment un encàrrec important (per exemple un retaule) del degà del gremi.
La pertinença a un gremi significava per als artistes una certa seguretat en una època d'inestabilitat econòmica, però també de nous desafiaments. Per primera vegada, es posa en marxa un mercat de l'art, al qual només tenien accés els mestres inscrits, i els artistes s'han d'enfrontar a un públic. El gremi garantia un suport als artistes locals excloent la competència i oferia la possibilitat d'obrir un taller amb aprenents que no tenien el dret de signar les seves obres, que eren automàticament propietat del professor. Adjacent al taller es trobava la botiga, i també tenien lloc fires anuals on els artistes exposen les seves obres. A Anvers, així com en altres grans ciutats del sud dels Països Baixos, el gremi efectuava un control de la qualitat de les obres, al final del qual eren marcades a ferro. Aquesta marca permetia al comprador europeu estar segur de trobar la qualitat de les obres. Uns corredors especialitzats estaven encarregats de la difusió de les obres a Europa.
El gremi oferia certes seguretats socials als artistes, per exemple en cas d'indigència o de malaltia. El gremi arreglava també certs aspectes religiosos a la mort de l'artista, el seu enterrament i el suport al membres de la seva família.

### Alguns gremis de Saint-Luc als Països Baixos i els seus membres
entre parèntesis: data de l'accés a l'estatus de mestre

#### Flandes/ Països Baixos meridionals

##### Anvers

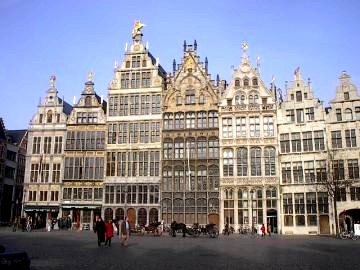
Les cases dels Gremis a Anvers

El gremi de Sant Lluc d'Anvers està present a la imatge de la ciutat al segle xv, primera plaça comercial d'Europa i segona ciutat després de París pel nombre dels seus habitants, s'hi troben sobretot alguns dels principals representants del Renaixement i després del barroc flamenc. És també la ciutat de l'impressor Christophe Plantin.
- Pieter Coecke van Aelst (1527?)
- Pieter Brueghel el Vell (1551)
- Hans Ruckers (1579) i alguns dels seus descendents
- Gillis Congnet (Doyen - 1585)
- Peter Paul Rubens (1598)
- Frans Snyders (1602)
- Jacob van Hulsdonck (1608)
- Peeter Snayers (1612)
- Adriaen van Utrecht (1625)
- Pieter Brueghel el Jove (1625)
- Theodoor Rombouts
- Erasme II Quellin (1633/1634)
- Jan van Kessel (1645)
- Jan Pauwel Gillemans (1647/1648)

##### Brussel·les
- Rogier van der Weyden

##### Gant
- Just de Gant (1464)
- Hugo van der Goes (1467)

##### Tournai
- Michel Bouillon (1638)

#### Països Baixos septentrionals

##### Delft
El gremi de Sant Lluc de Delft es va crear tardanament i va conèixer un desenvolupament breu però important al segle xvii sota la influència de Vermeer.
- Johannes Vermeer
- Gerard Houckgeest
- Hendrick van Vliet
- Emanuel de Witte
- Pieter de Hooch
- Cornelis de Man
- Carel Fabritius

##### Haarlem
- Frans Hals
- Judith Leyster
- Cornelis Van Haarlem
- Jacob Van Campen

##### Utrecht
El gremi de Sant Lluc d'Utrecht va ser fundat el 1611. Els artistes abans hi formaven part del gremi dels sellers.
- Paulus Moreelse (Doyen - 1611 [?])
- Dirck Van Baburen[4]
- Abraham Bloemaert (Doyen - 1618)
- Adam Willaerts
- Joost Cornelisz. Droogsloot
- Gerrit van Honthorst
- Cornelis Van Poelenburgh
- Jan Van Bijlert (Doyen - 1632 [?])